# Hans Watzek (politik)
Hans Watzek (* 10. října 1932 Mimoň) je bývalý německý politik, funkcionář strany DBD Byl ministrem zemědělství, lesnictví a potravinářství v Německé demokratické republice.

## Život
V roce 1945 byla rodina Watzeků přemístěna do sovětské okupační zóny, Watzek pracoval na farmě svých rodičů. Od roku 1946 do roku 1949 absolvoval zemědělskou učňovskou školu, do roku 1952 studoval na Vysoké škole technické v zemědělství a na Německé akademii politologie a práva v Postupimi až do roku 1955. Do roku 1962 byl asistentem v STS Ivenack a výzkumným asistentem na Zemědělské univerzitě v Bernburgu (Saale) a do roku 1965 předsedou zemědělského výrobního družstva "12. červenec" v Brietzigu. V roce 1962 získal na Německé akademii politologie a práva Waltera Ulbrichta s prací Účinky převodu půjčky technologie strojních stanic na zemědělská produkční družstva na implementaci ekonomického účetnictví ve výrobním družstevnictví titul PhD na Dr. rer.pol.
Hans Watzek vstoupil do Demokratické rolnické strany Německa (DBD) v roce 1950. Od roku 1963 byl členem výkonné rady strany DBD, členem lidové komory a členem okresní zemědělské rady v Neubrandenburgu, 1965–1989 ředitelem ústavu okresní rady a vědecko-technického střediska pro zemědělství. Od roku 1969 byl předsedou okresního výboru Národní fronty NDR a členem Národní rady Národní fronty. Od listopadu 1989 do dubna 1990 byl Hans Watzek ministrem zemědělství, lesnictví a potravin ve vládě Hanse Modrowa, který nahradil Bruna Lietze. Byl nápomocen při přípravě právních předpisů na ochranu zemědělství NDR v procesu sjednocení a prohlášení o záruce Sovětského svazu za zachování výsledků německé pozemkové reformy .
V březnu 1990 byl Watzek znovu zvolen členem lidové komory a poté předsedou výboru pro výživu, zemědělství a lesnictví. Na konci července vstoupil do parlamentní strany SPD, ale v září 1990 ji opět opustil a od té doby byl bezpartijní.
Hans Watzek se stal členem PDS až po znovusjednocení a mírové revoluci v NDR a byl členem rady strany Die Linke .

## Publikace
- Zemědělská politika EU je pod kontrolou. Rozvaha a alternativy sociálního a ekologického zemědělství. VSA-Verlag, Hamburg 2002, ISBN 3-87975-867-0 .
- s Kurtem Krambachem, zemědělskými družstvy dnes a zítra. Společenský potenciál jako družstva. Studie. Dietz, Berlín 2002, ISBN 3-320-02932-0 (Rosa Luxemburg Foundation. Rukopisy 35).
- Editoval s Hansem Modrowem, Junkerland v Bauernhandu. Německá pozemková reforma a její důsledky. Das Neue Berlin, Berlín 2005, ISBN 3-360-01066-3 .